# Бангладеш на літніх Олімпійських іграх 1988
Бангладеш брав участь в Літніх Олімпійських іграх 1988 року в Сеулі (Корея) вдруге. Жодної медалі не завоював.